# Meu Pequeno País
Meu Pequeno País (em francês: Petit pays) é um romance ambientado no Burundi, escrito pelo rapper, compositor e romancista Gaël Faye. Foi publicado pela primeira vez na França, em agosto de 2016, pela editora Grasset e, desde então, foi traduzido para 36 idiomas. No Brasil foi publicado em 2019, pela Editora Rádio Londres, com tradução de Maria de Fátima Oliva Coutto.

## Resumo
Ambientado no ano de 1993 entre o Burundi e Ruanda, o romance tem como narrador Gabriel (Gaby), um menino de dez anos que vive com o pai francês e a mãe ruandesa em um confortável bairro de Bujumbura, no Burundi. A educação protegida de Gaby o deixa alheio às crescentes tensões entre a maioria hutu e a minoria tutsi (à qual ele, por meio de sua mãe, pertence). Enquanto a vizinha Ruanda enfrenta a eclosão de uma guerra civil seguida de um genocídio, que se espalha pelo Burundi, a inocência de Gaby e seu grupo de amigos é brutalmente abalada.
O romance é baseado nas experiências de Gaël Faye, que cresceu no Burundi durante esta época; o autor, no entanto, enfatizou que o livro não é estritamente autobiográfico.

## Recepção
O romance foi bem recebido em sua publicação na França, vendendo 700.000 cópias. Foi finalista dos prêmios Prix Goncourt, Fémina, Médicis, Interallié, da Académie française e Renaudot, em 2016. No mesmo ano, ganhou o prêmio Goncourt des lycéens, escolhido por estudantes do ensino médio.
Depois de traduzida, a obra também foi indicada ao o Prêmio Literário Aspen Words de 2019, e recebeu a Medalha Andrew Carnegie de Excelência em Ficção e Não-Ficção em 2019. Em abril de 2019 foi selecionado para o Prêmio Albertine. Em uma crítica publicada no The Guardian, Anthony Cummins se referiu a obra como "um choque agudo na forma do romance"; ele também expressou desapontamento com certos elementos dos personagens de Faye, observando que "Faye parece desperdiçar o potencial dramático que o ponto de vista de uma criança pode trazer."
O romance foi traduzido para italiano, sérvio, português e para a língua oficial do Burundi, Kirundi.

## Adaptação para o Cinema
Em 2020, o romance foi adaptado para o cinema. Small Country: An African Childhood foi dirigido por Éric Barbier.